# Ned Zelić
Nedijeljko Zelić, més conegut com a Ned Zelić (Sydney, Austràlia, 4 de juliol de 1971) és un futbolista australià retirat que disputà 32 partits amb la selecció d'Austràlia.